# Монлюк, Блез де
Блез де Лассеран-Массенкон де Монтескью, сеньор де Монлюк (фр. Blaise de Lasseran-Massencome de Montesquiou, seigneur de Monluc; 1499, Сен-Пюи, Гасконь — 26 августа 1577, Эстияк, Гасконь) — французский полководец и мемуарист, прошедший все ступени воинской лестницы от рядового солдата до маршала Франции.

## Семья
Родился в Гаскони. Старший сын Франсуа де Монтескью (François de Monluc) и Франсуазы де Монтегю-Монденар, мадам д’Эстийяк (Françoise de Mondenard, dame d'Estillac). Его семья происходила из аристократического гасконского рода Монтескью. Однако его отец был относительно небогатым человеком. 
В семье кроме него было еще девять детей. Его брат Жан де Монлюк (Jean de Monluc, 1508—1579) — умеренный католический епископ, дипломат и политический деятель, посланец Франциска I к турецкому султану. С помощью соседа отца удалось устроить Блеза пажом к герцогу Лотарингскому, содержавшему в Нанси свой собственный двор. На службе Монлюк получил соответствующее образование, которое позволило ему развить свои военные наклонности. Он стал лучником в роте герцога, которой командовал «рыцарь без страха и упрека» Баярд.

## Военная карьера

### Итальянские войны
В Итальянских войнах служил под началом знаменитого Баярда, затем графа д’Энгиен, особенно отличился при Черезоле (1544). В этот период война приобрела крайнее ожесточение. Так, в 1541 году в стычке у местечка Мопа в Италии солдаты Монлюка, разъяренные смертью одного из своих боевых товарищей, особо любимого всеми, и ранением двух других, загнали солдат противника в дома, подожгли их и не давали вырваться оттуда, пока те не сгорели заживо. Во время боя для поддержания дисциплины не останавливались ни перед чем: Монлюк во время боя ставил позади своих людей своего рода «заградительный отряд», который должен был убивать тех, кто осмелится покинуть строй и бежать с поля боя.
В 1555 году возглавлял героическую оборону Сиенской республики от флорентийцев. В 1558 году становится генерал-полковником. В том же году — активный участник обороны Тионвиля.

### Религиозные войны
С началом Религиозных войн остался верен королю, который в декабре 1561 года назначил его генеральным наместником Гиени, где Монлюк вёл жестокую борьбу с гугенотами. Во время осады Рабастенса, 23 июля 1570 года, он был ранен в лицо: пуля, выпущенная из мушкета, снесла ему часть носа. С тех пор он вынужден был носить кожаную маску, скрывавшую его увечье. В связи с этим он стал мишенью для гугенотов, прозвавших его «носачом» и сочинявших о нём обидные куплеты.

## Мемуары
В 1592 году в Бордо появились его «Комментарии» — мемуары, охватывающие события 1521—1574 годов, и которые Генрих IV окрестил «солдатской библией». Мемуары являются ценным источником по истории Итальянских войн и Религиозных войн во Франции, которые написаны лаконичным языком, без излишней красивости, любящий точность и поэтому рассказывающий лишь о том, что сам видел и испытал. За образец своих комментариев Монлюк взял «Записки о галльской войне» Гая Юлия Цезаря о чём и написал во введении: «Цезарь, самый великий человек из всех, что являлись в этот мир, указал нам путь». Виолле-ле-Дюк в своей книге «Осада и оборона крепостей. Двадцать два столетия осадного вооружения» в качестве эпиграфа поместил следующие слова Монлюка: «Я хорошо знаю, что нужно потерять, а что нужно завоевать, и нет ничего неприступного; но лучше сто тысяч раз умереть, если у вас не остается ничего иного, чем произнести это ненавистное и позорное слово: „Сдаюсь!“».

## Сочинения
- Мемуары маршала Монлюка (фр.)